# Beriev A-40
El Beriev A-40 (también llamado Be-42 , Designación OTAN: Mermaid) es un hidroavión anfibio propulsado por turborreactores diseñado por Beriev para desempeñar un rol en la Guerra antisubmarina. Construido como reemplazo del Beriev Be-12 y el Ilyushin Il-38. El proyecto fue suspendido, con un prototipo terminado y otro al 70%, por la ruptura de la Unión Soviética. El proyecto se reanudó más adelante por un pedido de la Armada Rusa. 

## Diseño

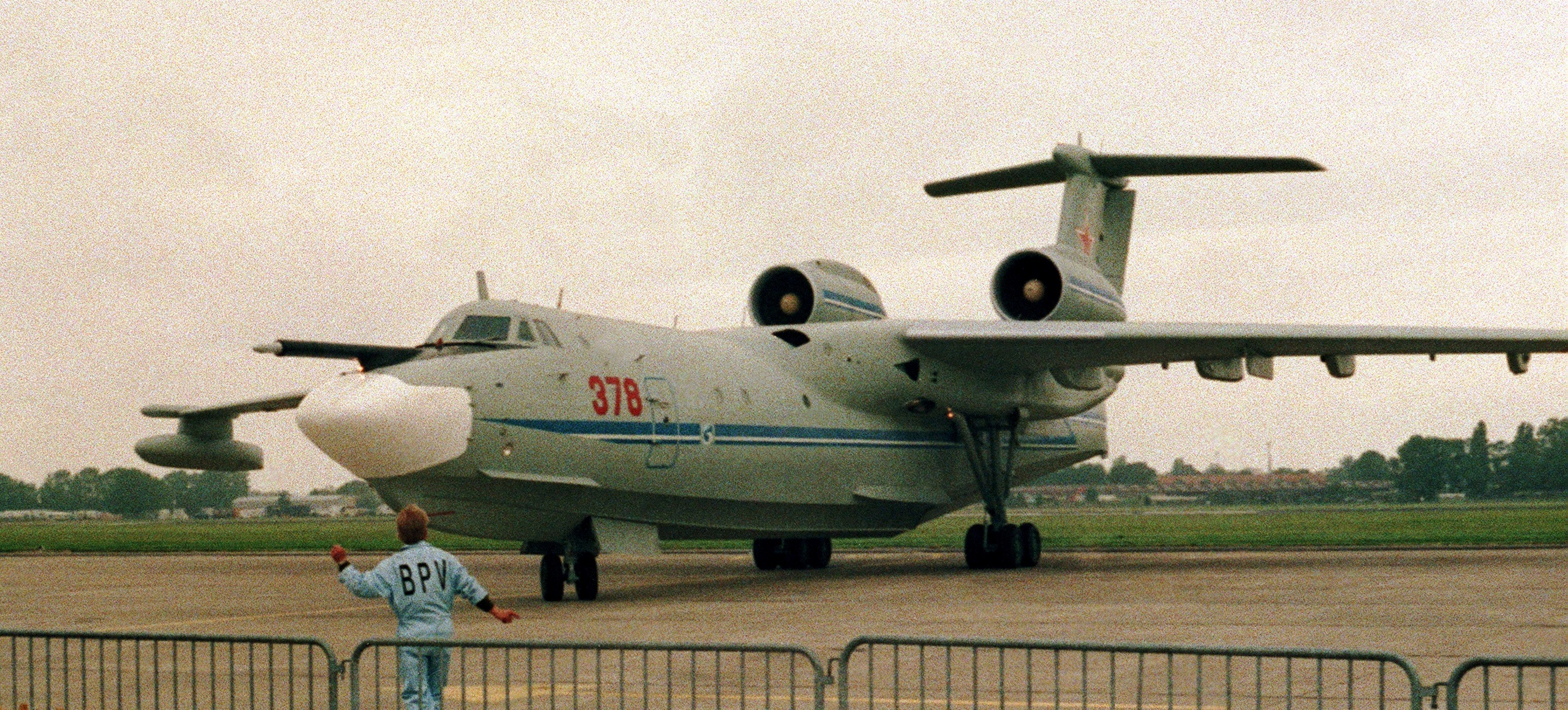
Beriev A-40 en tierra

El A-40 es un hidroavión con motores a reacción;  los motores están situados por encima de las raíces de las alas, en la parte trasera de la aeronave. Posee alas en flecha con flotadores de situación en los extremos de cada ala.

## Especificaciones

### Características generales
- Tripulación: 8
- Longitud: 43,84 m (143 pies 10 pulgadas)
- Envergadura: 41,62 m (136 pies 6 pulg)
- Altura: 11 m (36 pies 1 pulg)
- Área del ala: 200 metros cuadrados (2.153 pies cuadrados)
- Max. peso al despegue : 86.000 kg (189.630 lb)
- Motores : 2 × Soloviev D-30 KpV turboventiladores , 117,7 kN (26.455 lbf) cada uno
- Impulsores de despegue: 2x Kolesov RD36 -35 turborreactores , 23 kN (5,180 lbf) cada uno

### Rendimiento
- Velocidad máxima : 800 kmh (497 mph)
- Alcance : 4.100 km [14] (2.212 millas náuticas , 2.547 millas) con una carga útil máxima
- Techo de vuelo : 9.700 m [14] (31,825 pies)
- Velocidad de ascenso : 30 m / s [14] (5.900 pies / min)
- Distancia de despegue (Tierra): 1.000 m (3.280 pies)
- Distancia de despegue (Agua): 2.000 m (6.560 pies)
- La distancia de aterrizaje (Tierra): 700 m (2.300 pies)
- La distancia de aterrizaje (Agua): 900 m (2.950 pies)
- Altura de ola máxima: 2 m (6,5 pies)

### Armamento

#### (A-40P aeronaves ASW, bahía de la bomba interna)
- Sonoboyas , cargas de profundidad , minas.

- 3 torpedos Orlan (Águila de mar)

- 6 misiles guiados Korshun (cometa)

(A-40P ASW aeronaves, pilones bajo las alas)
- Kh-35 misiles antibuques